# 地域社会

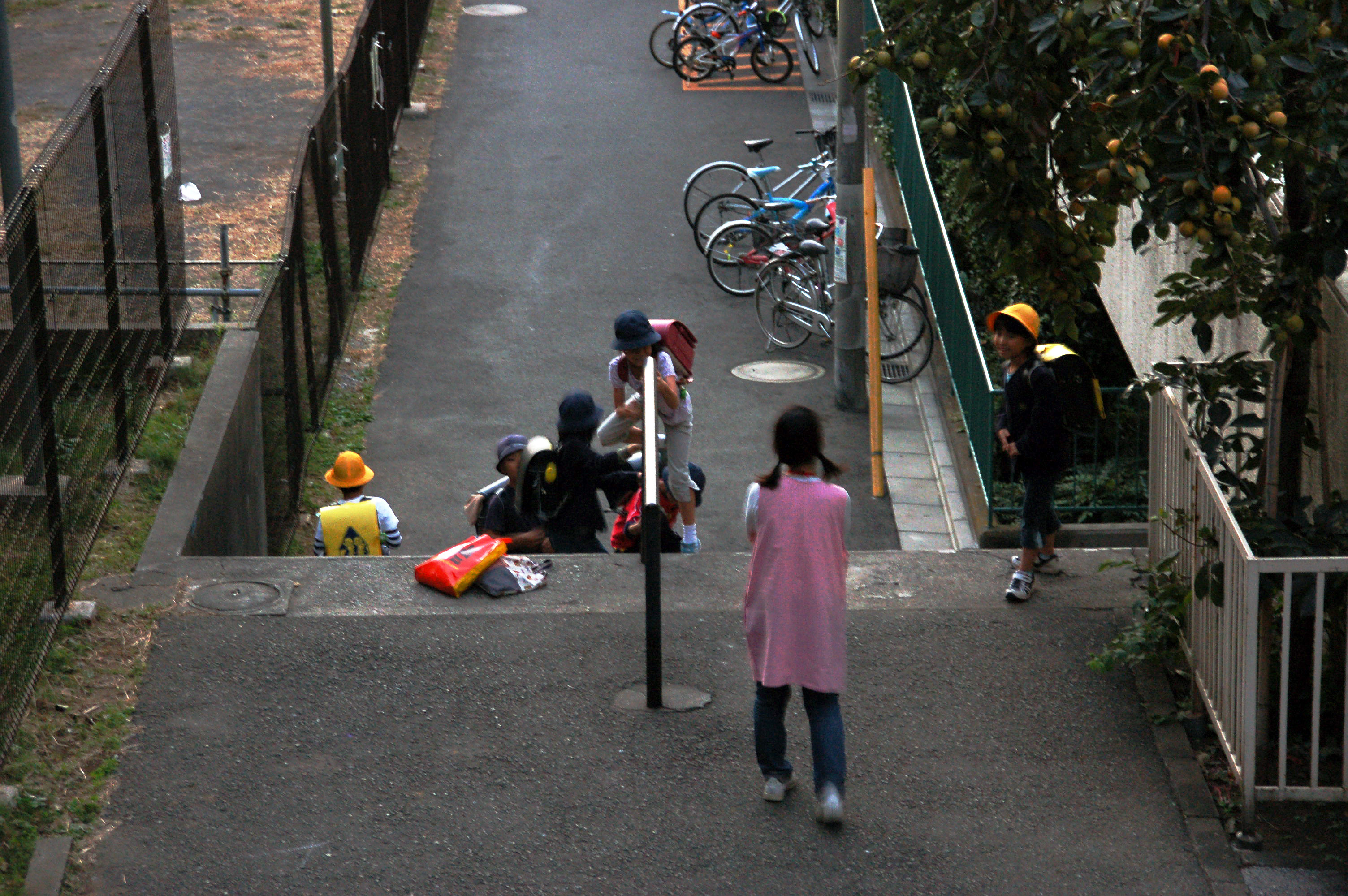
都市部でも巡回や祭りといったコミュニティ活動が見直されつつある。写真は台東区谷中。

地域社会（ちいきしゃかい）とは、地縁関係に基づく集団が形成する、仕組みや関係性の総体である。

## 解説
類似の概念に地域共同体があるが、地域共同体は、人間の集団という側面に着目した概念である。
定住生活をしていない狩猟採集民族や遊牧民に比べ、定住生活をしている農耕民族に顕著に形成される。
日本の場合、今日に続く形での地域社会は江戸時代に村や町のあり方が安定したことで形成された。
地域社会の中心（空間的な意味ではなく、心情的な意味における中心）には神社が存在する。一つの地域社会の構成員は一つの神社の氏子としての帰属意識を持ち、先祖代々の付き合いをするものとされた。
地域社会の構成員はみな同じような生産活動に従事し、それによって価値観や経験を共有する。そして、しばしば個人の幸福より、共同の幸福・集団の幸福を優先させる力が働く。
この特性には、出る杭は打たれる、という悪い面ばかりではなく、山林・海・川などの共有資源の過剰利用を抑制するといった長所もある。
部外者に対しては極めて閉鎖的で、結婚や公務員としての赴任など正当な理由なしでは新規参入は困難である。
地域社会は、相互扶助や防犯には有効であった反面、私生活への不必要な干渉や不合理な義理人情・付き合いの強制など、マイナス面も多く抱えていた（町内会が丸ごと地元神社の氏子と化し、信教の自由を侵すものとして訴訟に発展した事例がある）。
企業が地域の町おこしの一躍を担う場合がある。
りそな銀行では店舗をお祭りの休憩所として開放したり、銀行店舗で、落語やコンサートを開催するなど、地域の盛り上げに貢献している。自治体や大学などと連携し、寄附講座の提供やインターンシップの実施など数々の産学連携プロジェクトなども展開している。